# 斡陈
斡陳（?—?），元朝驸马。弘吉剌氏。特薛禅之孙，按陈次子，赤古之弟，纳陈之兄。
1238年（太宗十年、戊戌年），大汗窝阔台授斡陈为万户，他娶拖雷之女也速不花为妻。斡陈死后，葬在不海韩。按陈追封魯忠武王，也速不花封鲁国大长公主。斡羅陳在《元史·特薛禅传》作纳陈之子，在《元史·公主表》作斡陳之子。